# Gabriele Darbo
Gabriele Darbo (Udine, 25 luglio 1921 – Genova, 9 giugno 2003) è stato un matematico italiano.

## Biografia
La guerra ne interrompe gli studi. Partecipa alla Resistenza in Friuli. Frequenta poi la Normale di Pisa, e si laurea in Matematica il 29 novembre 1950, con G. Scorza Dragoni. Analista, si è occupato di problemi di punto fisso. Dopo un breve periodo a Padova come assistente, dal 1962 è stato docente all'Università di Genova. 
L'Accademia dei Quaranta gli conferisce, il 13 marzo 1987, la  "Medaglia dell'Accademia dei XL per la Matematica, per il 1986". È stato Accademico corrispondente dell'Accademia Ligure di Scienze e Lettere, per la classe di Scienze Fisiche Naturali, Matematiche e Mediche, a partire dal 27 febbraio 1986.
I suoi interessi di ricerca ed i suoi lavori scientifici hanno spaziato in campi molto vari: inizialmente in Analisi Matematica; poi, attraverso problemi di punto fisso, in Topologia algebrica e Algebra omologica; quindi in Teoria delle categorie, con applicazioni alla Teoria dei dispositivi e dei Sistemi; infine in Teoria dei numeri.  
La sua cultura scientifica, vasta e profonda anche in vari settori della Fisica, si è riflessa in alcune parti della Teoria dei Dispositivi e dei Sistemi.
In particolare, nel 1955 introduce le alfa-contrazioni (chiamate anche Darbo maps, o alpha-condensing mappings nella letteratura scientifica) e prova un teorema di punto fisso che ha avuto un impatto significativo in Analisi Nonlineare; in relazione a questo risultato, è stata sviluppata (indipendentemente da R.D. Nussbaum e da B.N. Sadovskii, nel 1972) una nozione di grado topologico per le alfa-contrazioni, estendente quello di Leray-Schauder.

## Opere scientifiche
G. Darbo: Punti uniti in trasformazioni a codominio non compatto, Rend. Sem. Mat. Un. Padova 24 (1955), 84-92. Testo in pdf (visitato 19 dicembre 2009).